# Коное Мотоміті
Коное Мотоміті (*近衛 基通, 1160 — 8 липня 1233) — середньовічний японський державний діяч, кампаку в 1179—1180 роках, регент (сешшьо) в 1180—1183 і 1198–1202 роках.

## Життєпис
Походив з роду Коное, гілки клану Північних Фудзівара. Син Коное Мотодзане, сешшьо і кампаку, та доньки Фудзівара но Тадатаки. Народився у 1160 році. 1170 року проведено церемонію повноліття (гемпуку). Того ж року увійшов до Відомства прислуги.
1171 року призначено кокусі провінції Омі. 1172 року отримав молодший четвертий ранг, а 1174 року — молодший третій ранг. 1175 році призначено кокусі провінції Мімасака.
У 1179 році підтримав заколот Тайра но Кійоморі, в результаті чого встановлено диктатури останнього. Влада екс-імператорів та діючих імператорів стала номінальною. Але втратив будь-який вплив клану Фудзівара. тайра задля розширення своєї підтримки призначили Коное Мотоміті сешшьо (регентом) при імператорі Такакурі зі старшим другим рангом. Також отримав посаду двірцевого міністра.
1180 року Мотоміті призначено кампаку з молодший першим рангом. В цей час почалася боротьба Тайра з Мінамото, в якій Коное Мотоміті підтримав перших. Після поразки у 1183 році Тайра від Мінамото-но Йосінаки втратив посаду кампаку, втікши з Кіото. Але невдовзі очолив клан Фудзівара й перейшов на бік Мінамото-но Йорітомо, віяська якого здолали Йосінаку у 1184 році. Того ж року призначено сешшьо. Перебував на посаді до 1186 року.
У 1196 році стає кампаку. У 1198 році призначено сешшьо. Втім тепер Мотоміті був лише вірним слугою клану Мінамото. У 1202 році пішов у відставку. У 1203 році пішов до буддійського монастиря, ставши ченцем під ім'ям Корі. Помер у 1233 році.